# Libéralisation des drogues
La libéralisation des drogues désigne le processus visant à réduire voire à éliminer la prohibition des drogues. La libéralisation peut consister en une dépénalisation des drogues (aussi appelée déjudiciarisation ou décriminalisation) ou en une légalisation des drogues. Les raisons avancées sont l'échec des politiques actuelles, les retombées économiques potentielles, la défense des libertés et responsabilités individuelles et la réduction des crimes liés à la drogue.
En 2013 près de 30 pays ont mis en place une libéralisation d'une ou plusieurs drogues.

## Aspects politiques
La convention contre le trafic illicite de stupéfiants et de substances psychotropes de 1988 des Nations unies oblige les pays signataires à adopter « les mesures nécessaires pour conférer le caractère d'infractions pénales conformément à son droit interne » à toutes les activités liées à la production, la vente, le transport et la distribution de substances incluses dans la convention unique sur les stupéfiants de 1961 et la convention sur les substances psychotropes de 1971. La convention distingue le trafic et la consommation personnelle, affirmant que cette dernière devrait aussi se voir « conférer le caractère d'infraction pénale conformément à son droit interne » mais « sous réserve de ses principes constitutionnels et des concepts fondamentaux de son système juridique »,.
Les défenseurs d'une libéralisation des drogues proposent différentes orientations des politiques envers l'offre et/ou la demande de drogues. Les plus fréquentes sont la dépénalisation et la légalisation.

### Dépénalisation
Dépénaliser signifie que l'on renonce à punir pénalement un acte considéré jusque-là comme un délit. Dans le débat sur les drogues, dépénaliser signifie renoncer à punir pénalement l'acte de consommer des stupéfiants.
La dépénalisation peut être de niveaux différents. Elle peut aller jusqu'à une déjudiciarisation (parfois appelée décriminalisation), c'est-à-dire que ce n'est alors plus une infraction. Mais elle peut aussi réduire le niveau de l'infraction et les peines encourues.
La dépénalisation de la consommation suppose de préciser dans quelles circonstances l'usage reste une infraction ou pas (usage privé, usage public, conduite d'engin…). La dépénalisation peut concerner l'usage de certains stupéfiants ou de tous. De plus dépénaliser l'usage n'implique en rien une légalisation de l'offre.
Cette solution, si elle respecte les conventions de l'ONU, ne résout pas, selon ses détracteurs, les problèmes d'approvisionnement et de mise en contact avec des milieux marginaux qu'implique la consommation du produit dépénalisé. Les détracteurs de cette politique avancent qu'elle ne fait que tolérer juridiquement les usagers socialement insérés.

### Légalisation
Dans le débat sur les stupéfiants, libéraliser signifierait de substituer à la prohibition un cadre légal qui prévoit le contrôle par l'État de la production à la vente, comme ce qui existe dans de nombreux pays pour le tabac ou l'alcool. Une légalisation peut prendre différentes formes, de la plus stricte à la plus libérale, selon les limitations et les contrôles mis en place pour produire, transporter et vendre la substance.
“La légalisation des drogues fait de l’usage de drogues à titre personnel, dans le cadre privé et sans atteinte à autrui, un droit”. Dans ce cadre, l’usage qui devient un droit, en quantités “raisonnables” ou pathologiques, n’entraîne plus de sanction pénale ni d’inscription au casier judiciaire. Légaliser, c'est donc donner un “cadre légal au fait de consommer du cannabis”. La légalisation des drogues peut inclure une réglementation, potentiellement  très stricte, supervisée par l'État de la façon dont on produit, on distribue, ou on accède au cannabis. Le meilleur exemple est celui de Exemple : l’alcool.
L’une des motivations de la légalisation des drogues provient des avantages économiques qui découle de la disponibilité commerciale réglementée du cannabis. Même si la légalisation provoquerait surement davantage de toxicomanie et d’overdoses, on peut estimer que ce sera toujours moins grave que les souffrances liées aux milliers d’arrestations liées à la drogue chaque année ainsi qu’aux milliers de décès liés à la violence du marché noir de la drogue et aux overdoses liées à des drogues impures.
La légalisation permet le contrôle des prix sur le marché. En effet, l’Etat qui légalise les drogues aura les moyens d’éviter le coût prohibitif des drogues en “définissant un prix qui ne soit ni trop bas pour ne pas être incitatif, ni trop élevé car il doit rester inférieur aux prix des produits clandestins”.
En 1996, la Californie a été la première à légaliser le cannabis thérapeutique. En 2018, le Canada est devenu le premier État du G7 à légaliser l’usage récréatif (divertissant) du cannabis. Beaucoup de pays ont légalisé l’usage du cannabis pour usage thérapeutique (Allemagne et Pologne en 2017, Thaïlande en 2018, Corée du sud en 2019, …) 
On constate, en France, une inefficacité de la justice en matière de lutte contre la drogue. La France est le 1er pays européen dans lequel la consommation de cannabis chez les adolescents est la plus forte, et ce, malgré la forte répression par l’état français. Le nombre d’interpellations liées à l’usage de stupéfiants a fortement augmenté depuis les années 2000. La magistrature a pourtant longtemps classé les affaires liées à la drogue sans suite, sans aucune sanction pour les consommateurs de drogues et même pour les dealers. Les contraventions de 200€ étaient les seules sanctions dans les années 1970, d’ailleurs pas toujours perçues. L’inscription sur un registre aurait au moins permis de dissuader des récidives, en augmentant le montant de la contravention en fonction du nombre de celles-ci. La police effectuant les investigations et contrôles qui lui sont demandés se sent désavouée par l’absence de suites données à ses interpellations. Les peines rarement prononcées sont faibles en comparaison de celles infligées dans les autres nations de l’Union Européenne  pour ces mêmes délits ; en outre et très fréquemment, elles ne sont pas appliquées.

## Arguments en faveur

### Respect des libertés individuelles
Les partisans de la libéralisation des drogues estiment que l'interdiction est liberticide.
D'après eux, l'usage privé chez l'adulte ne met pas en danger autrui et ne trouble pas l'ordre public et la dépénalisation « redonnerait à la loi sa légitimité naturelle ».

#### Discrimination raciale et ethnique
Les chiffres de la drogue montrent d'importantes disparités ethniques et raciales. Ainsi aux États-Unis les Afro-Américains représentent 47 % des individus incarcérés pour des infractions liées aux drogues et 15 % des consommateurs de drogues. Au Pays de Galles et en Angleterre 5,8 % des Noirs consomment de la drogue contre 10,5 % des Blancs et les Noirs ont 6,3 fois plus de chance d'être contrôlés ou fouillés à cause de la drogue. Si bien que certains opposants à la prohibition des drogues soutiennent que « la guerre à la drogue pourrait bien avoir servi d'outil de discrimination raciale ».

#### Droits des peuples indigènes
La prohibition des drogues a rendu illégales certaines cultures ancestrales indigènes comme l'exploitation et la consommation de la coca pour des raisons culturelles et médicales dans les Andes. Les défenseurs des droits des indigènes affirment que ces mesures vont à l'encontre de la Déclaration des droits des peuples autochtones qui affirme dans son article 31 que : « Les peuples autochtones ont le droit de préserver, de contrôler, de protéger et de développer leur patrimoine culturel, leur savoir traditionnel et leurs expressions culturelles traditionnelles ainsi que les manifestations de leurs sciences, techniques et culture, y compris leurs ressources humaines et génétiques, leurs semences, leur pharmacopée, leur connaissance des propriétés de la faune et de la flore, leurs traditions orales, leur littérature, leur esthétique, leurs sports et leurs jeux traditionnels et leurs arts visuels et du spectacle. »

### Aspects économiques

#### Gains financiers pour l'État
Les partisans de la libéralisation avancent qu'elle est source d'économie pour l'État. Aux États-Unis par exemple 40 milliards de dollars sont dépensés chaque année pour la lutte contre la drogue.
En France le « coût social » du cannabis est de 919 millions d'euros par an (morts attribuables au cannabis, politiques publiques de répression et de prévention, soins hospitaliers), dont près de 500 millions d'euros pour l'activité policière. Ceci fait dire à Christian Ben Lakhdar que « si on dépénalisait l'usage de cannabis, on économiserait donc 300, 400, voire 500 millions d'euros par an d'activité policière ».
L’Etat peut tirer des gains substantiels d’une politique de légalisation du cannabis. Les économistes Emmanuelle Auriol et Pierre-Yves Geoffard affirment que “la légalisation permet de générer de nouvelles ressources fiscales dues à l’imposition du cannabis”. Ils s’appuient sur l’exemple des Etats du Colorado et de Washington qui “collectent entre 200 et 300 millions de dollars par an en impôt et taxes grâce à l’industrie du cannabis”, notant également que “le bonus fiscal n’existe pas en revanche avec la dépénalisation”. En plus des rentrées fiscales, ils soutiennent que cela permet des économies quant aux coûts engendrés par la répression dans le système prohibitionniste. Ainsi, ils notent que “la plupart des études trouvent que les gains en termes de coût de répression et de justice liés aux usagers sont plus élevés que les coûts d’encadrement du marché et que l’augmentation hypothétique des coûts de santé”.
Les chercheurs Christian Ben Lakhdar et Pierre-Alexandre Kopp ont calculé le coût social du cannabis. On apprend que le coût social d’un produit comprend le coût de la répression, mais également les coûts de santé et prévention au sens large et les coûts externes, liés aux “pertes de production, de revenu et d’impôts liées à la mortalité et à l’emprisonnement”. Ainsi, même en cas de légalisation du cannabis, si “les dépenses publiques de répression et de justice deviennent nulles”, le coût social du cannabis et même les dépenses publiques se maintiennent à un certain niveau, principalement du fait “que persistent les dépenses publiques de santé et de prévention”.

#### Réduction des trafics
D'après The Wall Street Journal le paradoxe de la prohibition est que plus l'État combat les trafics plus les prix augmentent pour compenser les risques, si bien que les profits des trafiquants augmentent. Ainsi les gangs profitent des politiques répressives. De plus, une politique plus répressive conduit en réponse à plus de violence de la part des cartels de la drogue. Ainsi au Mexique plus de 50 000 personnes sont mortes depuis le lancement en 2006 de la campagne antidrogue alors que la majorité de la drogue mexicaine est destinée au marché américain.
Le juriste Renaud Colson note que les modèles prohibitionnistes, interdisant la vente et la consommation de cannabis, n’ont pas tenu leurs promesses. Ces modèles ont enfanté d’un trafic de drogue international et continu à dimension industrielle.
À l’inverse, de nombreuses études et de nombreux travaux de chercheurs établissent un lien possible entre la légalisation de l’usage du cannabis et la réduction des trafics criminels organisés autour de sa vente. Dans un article scientifique, les chercheurs Christian Ben Lakhdar et Pierre-Alexandre Kopp établissent que “la lutte contre la criminalité du cannabis atteindrait son apogée en ôtant aux organisations criminelles l’objet même de leurs trafics”, précisant que ce “but pourrait être atteint si le marché légal du cannabis procure du cannabis au moins d’aussi bonne qualité que les réseaux criminels pour au moins le même prix”. Les auteurs conditionnent donc une lutte réellement effective contre les réseaux criminels de vente de cannabis à ce que le cannabis légal soit accessible à des prix raisonnables.
D’autres chercheurs établissent les mêmes conclusions. Les économistes Emmanuelle Auriol et Pierre-Yves Geoffard, dans un article Cannabis : comment reprendre le contrôle,  reprennent les études évaluant la criminalité et la consommation de cannabis dans les États américains ayant légalisé ou dépénalisé. Ces études montrent une baisse de la violence et de la criminalité suite aux mesures de dépénalisation ou de légalisation et déterminent que la “légalisation du cannabis s’accompagne en général d’une baisse de la criminalité”. Quant aux craintes d’augmentation de l’usage de cannabis par la légalisation, qui pourrait indirectement alimenter les trafics, “certaines études ne trouvent pas d’augmentation significative de l’usage, d’autres trouvent un effet positif ciblé”, et en tout cas la consommation “n’augmenterait pas chez les plus jeunes”, voire elle “diminuerait”. En outre, ils certifient qu’il “n’y a pas de preuve d’un effet passerelle du cannabis vers les drogues dures” en termes de consommation.
De même, une étude réalisée par le gouvernement canadien pour évaluer l’impact de la légalisation, rapporte que 61% des personnes consommatrices “ont déclaré avoir effectué un achat à partir d'un magasin légal – une augmentation par rapport à 53 % en 2021”, ce qui atteste d’un recul progressif de l’achat de cannabis au marché illégal. De même, Julio Calzada Mazzei, l’ancien secrétaire général du Conseil national des drogues d’Uruguay estime que chaque année les organisations criminelles liées à la vente de cannabis perdent 20 millions de dollars tout en améliorant la qualité du cannabis consommé. Finalement, “tous les pays qui ont légalisé le cannabis ont d’ailleurs constaté une réduction importante du marché noir et de la criminalité qui en découle”.
À l’inverse, le Haut-Conseil de la santé publique affirme que “contrairement à ce qui se dit habituellement, on notera que ce sont les pays les plus «régulateurs» qui ont vu baisser leur niveau de consommation à l’instar de ce qui a été observé en France de 2002 à 2011 pour la plupart des produits, mais également aux États-Unis”, ce qui a un impact sur le trafic. De plus, le Haut-Conseil estime que la légalisation du cannabis “entraînera le report de l’activité vers la contrebande de ce produit ou vers le trafic d’une autre drogue”.
En effet, un argument fréquemment invoqué par les adversaires de la légalisation de l’usage du cannabis est le report supposé du trafic vers d’autres drogues, ce qui signifierait que la légalisation n’a aucun impact positif sur le trafic. Le politicien souverainiste Philippe-Dupont Aignan avertissait en mai 2021 qu’une éventuelle légalisation pousserait les trafiquants “sur des drogues plus dures”.
Les spécialistes et chercheurs sont plus nuancés. En effet, l’observatoire français des drogues et des toxicomanies, quant aux effets de la légalisation dans deux États américains, note qu’il “semble que les activités des groupes criminels transnationaux n’aient pas fondamentalement été remises en cause par la légalisation du cannabis”, ces derniers restant “encore largement investis dans le marché noir du cannabis” et ne développant d’autres trafics que pour “compenser les pertes économiques occasionnées par l’asséchement partiel de leurs débouchés”.

### Aspects médicaux

#### Impact sur la consommation
Comme il n’y avait pas vraiment de contrôle au 19e siècle, les médicaments sont vendus à des gens modestes. Mais cela entraîne de nombreux empoisonnements, les doses n’étant pas respectées. La loi n°70-1320 du 31 décembre 1970[Où ?] relative aux mesures sanitaires de lutte contre la toxicomanie et à la répression du trafic de l’usage illicite des substances vénéneuses prévoit des mesures sanitaires pour lutter contre la toxicomanie et organiser la répression du trafic. En ayant une conception répressive de l’usage illicite des drogues, elle assimile le consommateur de drogues à un délinquant.
La légalisation pourrait permettre un meilleur encadrement sur les politiques de réduction des risques liés à l’usage des drogues. Cela favoriserait la mise en place de programmes d’aide pour les personnes utilisatrices de ces drogues. L’article L.3121-4 du Code de la santé publique[Où ?] impose d’ailleurs une prévention des dommages sociaux et psychologiques liés à la toxicomanie. Même si l’on pourrait croire que la légalisation des drogues entraînerait une hausse de la consommation, la légalisation aux Pays-Bas par la vente de cannabis dans des coffee shops ne tend pas vers une augmentation importante de la consommation. De plus, selon des revues de la littératures des académies américaines des sciences, d’ingénierie et de médecine20, le constat est que l’usage du cannabis ou des cannabinoïdes a de véritables effets positifs pour traiter les douleurs chroniques chez les adultes, les nausées et les vomissements chez des personnes suivant une chimiothérapie anticancéreuse. De plus, la consommation de cannabis serait également source d’anti-inflammation. En France, le décret n° 2013-473 du 5 juin 2013 a levé l’interdiction de l’emploi de dérivés du cannabis dans le cas des médicaments prévus à l’article R. 5132-86 du code de la santé publique. Ainsi, deux médicaments à base de phytocannabinoïdes au cannabis ont été réglementés et disposent d’une autorisation de mise sur le marché. C’est parce qu’ils avaient un usage médical qu’ils ont été autorisés.
Pour permettre un véritable contrôle, des mécanismes doivent être mis en place. En effet, le rapport de la commission globale de politique en matière de drogues dénommé « en finir avec la prohibition » de 2021, propose que « sous réserve de structures réglementaires efficaces, la légalisation pourrait réduire bon nombre des conséquences négatives qui préoccupent le plus la société, notamment la violence, la corruption et le trouble de l’ordre public qui entourent la distribution des drogues, la transmission de maladies transmissibles par le sang associées au partage des aiguilles et l’incarcération de centaines de milliers d’individus reconnus coupables de crimes liés aux drogues » . De nouveaux acteurs apparaissent pour aider ces personnes parfois vulnérables à la consommation de diverses drogues, tels que les médecins “humanitaires”, association d’usagers ou d’ex-usagers de drogues, pharmaciens, scientifiques etc. De plus, l’avis émis par le Conseil National du Sida en 1993 énonce qu’il serait nécessaire « de renforcer plutôt la politique de prévention et de protection de la santé publique, plutôt que de poursuivre la répression de l’usage simple de drogues ». Libéraliser les drogues n’est pas synonyme d’augmentation de la consommation. En mettant en place différentes structures d’aides, l’avis du Conseil National du Sida du 08 juillet 1993, les comportements des usagers pourraient évoluer. En effet, « capable de modifier leurs comportements si on leur en donne les moyens, les usagers de drogue peuvent devenir des agents actifs dans la prévention, responsables de leurs actes et d'eux-mêmes ». Par exemple, la mise en vente libre de seringues en pharmacie en 1987 a favorisé la modification des pratiques de consommation des individus. De nombreuses campagnes de prévention permettant à ces usagers d’être mieux informés, ils se sont désormais tournés vers les pharmacies, établissement où le matériel est stérile.
D'après The Wall Street Journal l'interdiction des drogues les rend plus attrayantes, notamment chez les jeunes. De plus le journal estime que les drogués ont moins recours aux thérapies, aux soins et aux associations d'aide car ils craignent des conséquences judiciaires si leur consommation de drogue était révélée. Le Wall Street Journal cite en particulier le cas du Portugal où la consommation a baissé chez les jeunes et où le nombre de personnes en traitement a augmenté après la dépénalisation.
Certains sociologues et psychologues soutiennent qu'aujourd'hui l'interdit légal ne « dissuade absolument pas » et que pour les jeunes « l'interdit éducatif est un rempart bien plus efficace que l'interdit légal ».

#### Qualité des drogues sur le marché
Si les drogues pouvaient être légalisées, cela permettrait également de mieux les contrôler et surtout contrôler la qualité des produits stupéfiants. En effet, le constat est que certaines sont porteuses de risques plus importants pour la santé des consommateurs du fait de leurs origines. Étant impossible de déterminer d’où elles proviennent, il n’est pas rare que les ingrédients utilisés pour les confectionner soient mélangés à d’autres drogues « frelatées », dont l’origine est inconnue.
Les partisans de la légalisation, comme Daniel Vaillant en France, affirment qu'elle permettrait de garantir l'origine du produit consommé. En revanche la dépénalisation n'aurait pas d'impact sur la qualité.

### Échecs de la prohibition
D'après The Economist il faut mettre fin à la « guerre contre les drogues » car la prohibition aurait échoué. D'après le journal la légalisation est la « moins mauvaise solution ».
En 2011 un panel de 22 anciens chefs d'État et membres de la société civile (notamment Kofi Annan), le Global Commission on Drug Policy, a rendu un rapport critique envers la guerre contre les drogues affirmant que « La guerre mondiale contre les drogues a échoué, avec des conséquences dévastatrices pour les individus et les sociétés dans le monde. Cinquante ans après la Convention unique sur les stupéfiants des Nations Unies, et des années après le lancement par le président Nixon de la guerre du gouvernement américain contre les drogues, des réformes fondamentales des politiques nationales et mondiales en matière de drogues sont nécessaires ». Richard Branson, membre de la commission a notamment indiqué que le gouvernement a dépensé 1 000 milliards de dollars depuis 1971 dans la lutte contre les drogues. Or cinquante ans après, les États-Unis sont le pays au monde où la consommation de drogues est la plus élevée. De plus les États-Unis ont la plus forte population carcérale et la moitié des détenus le sont pour violation de la réglementation sur les drogues. Il compare ainsi la situation actuelle à la prohibition de l'alcool : « interdire l'alcool n'a pas empêché les gens de boire ; cela les a juste empêché de respecter la loi. ».
En 2012 lors du 6e Sommet des Amériques les chefs d'État d'Amérique latine ont interpellé les États-Unis et souligné l'échec de la guerre contre la drogue.

## Arguments contre
Selon les partisans de la prohibition, l'argument des libertés individuelles ne tient pas car si l'usage des narcotiques et des stimulants devenait universel, le nombre de situations dans lesquelles des contrôles obligatoires devraient être effectués sur les gens, pour des raisons de santé publique, augmenterait énormément. La liberté de vivre sans ingérence de la part d'autrui rétrécirait dramatiquement.

## Historique
La législation en matière de drogues a évolué au cours des années. Si l'on considère que la première loi remonte à 1916, il ne s'agit que d'une transposition de la Convention de la Haye de 1911 au niveau national. Cette loi ne punissait que l’usage public. Ce n’est que 37 ans plus tard soit en 1953, qu’une loi ayant vocation à réprimer le trafic de stupéfiants est entrée en vigueur. L’usager était quant à lui considéré comme un malade qu’il faut soigner.
À la suite d’une augmentation de l’usage de stupéfiants suivie de l’overdose d’une jeune fille, en 1969, une politique prohibitionniste sera mise en place en 1970. Cette loi faisait la distinction entre stupéfiants déclarés illicites et stupéfiants licites. Le tabac et l’alcool ont donc été écartés.
La nouvelle réglementation plus répressive étendait ses effets sur l’usage même privatif de stupéfiants mais comportait toujours un volet sanitaire. Ainsi, les poursuites pouvaient être abandonnées à condition que l’usager accepte de suivre un traitement médical.
Or, une telle disposition reviendrait à ce que les médecins soient obligés de dénoncer les consommateurs de stupéfiants et par là même de manquer à leur obligation de confidentialité.
Cette loi va se montrer insuffisante face à la montée en puissance de la toxicomanie avec des usagers qui sont eux devenus vendeurs. La conséquence sera alors une succession de circulaires. Le volet sanitaire de la politique d’alors va peu à peu disparaître. S'en suivra toute une série de lois de plus en plus répressives.
On aboutira donc, en 1984, à la circulaire Badinter.  Ne seront plus considérés comme malades, les usagers-revendeurs. Ils seront mis en avant que sous l’angle de trafiquant.
En 1986, l’incrimination de « cession de stupéfiants pour usage » sera créée et la procédure de comparution immédiate pouvait être alors utilisée permettant de faire juger le  trafiquant tout suite après sa garde-à-vue.
Par une loi de décembre 1987, seront créées des peines pour trafic de stupéfiants en bande organisée permettant une aggravation des peines.
Permettant d'accélérer les procédures, l’instauration de la composition pénale par la loi de 1999 renforce la répression de l’usage de stupéfiants.
Le 5 mars 2007, une loi à portée pécuniaire, visant à éduquer sur les conséquences de l’usage de stupéfiants, a été créée afin de régir les cas de consommations occasionnelles et de non-dépendances.
La question de l’usage de la libéralisation de l’usage de stupéfiants reste un débat dans la société actuelle.
Par  une réforme en date du 23 mars 2019, le législateur a admis la verbalisation de tout usager majeur pris en flagrant délit de consommation sur la voie publique avec pour sanction une amende forfaitaire.
Malgré l’interdiction générale afférente à l’usage de stupéfiants, les produits contenant du CBD, extrait de la chanvre, n’entrent pas dans la catégorie des produits considérés comme étant des stupéfiants. Des conditions prévues par arrêté en date du 30 décembre 2021 doivent être respectées. Ainsi, dès lors que ces conditions prévues ledit arrêté sont remplies, ces produits ne sont plus concernés par les interdictions..
Ces conditions concernent tant les plantes, leur origine, et le taux de THC que les agriculteurs autorisés..

Les plantes doivent être inscrites dans un catalogue des plantes agricoles et doivent être cultivées par des agriculteurs ayant le droit de cultiver des fleurs de chanvre en France, au regard de la réglementation européenne et nationale, le taux de THC ne doit pas être supérieur à 0,3%.

## Application selon les pays

### Europe

#### Allemagne
Le 16 août 2023, le gouvernement allemand lance son premier projet de loi dans un objectif de légalisation du cannabis. Selon le ministre fédéral de la santé, Karl Lauterbach, socio-démocrate, il s’agit "d’un tournant dans la politique sur les drogues", puisque l'interdiction jusqu'ici "n’a pas été particulièrement efficace"38.
Au sein de ce projet, deux piliers ont été mis en place. Le premier a pour but d’encadrer la possession, la consommation et la plantation de cette drogue à domicile ou dans des lieux dédiés à cela. Le second vise à réglementer la mise en vente de cannabis dans les magasins spécialisés.
Selon le centre européen de la consommation, le gouvernement allemand autoriserait les personnes âgées de plus de 18 ans de détenir jusqu’à 25 grammes de cannabis. Les habitants d’Allemagne pourraient faire pousser jusqu’à trois plants de cannabis au sein de leur foyer pour leur propre consommation. Par ailleurs, il serait aussi possible de “s’approvisionner dans des clubs ou des associations” dédiés à cela. La création de ces clubs est une grande nouveauté du projet. Les mineurs n’y auraient pas accès. 500 personnes maximum pourraient y adhérer. Les habitants allemands pourraient acheter jusqu’à sept graines ou cinq plants par mois, faire pousser dans cet endroit et même partager les récoltes.
Pour les jeunes de 18 à 21 ans, la consommation serait évidemment très encadrée. Les jeunes pourraient avoir leur propre cannabis, à condition de ne pas en avoir plus de 30 grammes par mois. De plus, leur taux de THC ne devra pas dépasser 10%. Fumer du cannabis ne serait pas autorisé dans les lieux publics, notamment, selon le centre européen de la consommation, “à moins de 200 mètres des écoles et des aires de jeux, ainsi que pendant certaines heures, c’est-à-dire entre 7h et 20h”.
L’entrée en vigueur de cette loi devrait intervenir début d’année 2024.

#### Espagne
La possession et la consommation personnelle de drogue sont décriminalisées depuis 1968 en Espagne. Depuis les années 2000 près de 300 clubs cannabis ont ouvert. Ce sont des bars où les membres peuvent consommer du cannabis en privé avec d'autres membres.

#### Estonie
En Estonie, le cannabis est illégal, la possession de moins de 10 grammes n'est sanctionnée que par une simple amende. La possession d’une quantité plus élevée ainsi que son trafic est puni d’une sanction allant jusqu’à 5 ans de prison.[réf. souhaitée]

#### Norvège
Le 14 juin 2010 la commission Stoltenberg a recommandé la mise en place de traitement assisté pour l'héroïne. Le 18 juin 2010 Knut Storberget, ministre de la Justice et de la Police a annoncé que le ministère travaillait sur un projet de décriminalisation des drogues sur le même modèle que le Portugal qui devait être présenté au parlement avant les prochaines élections générales. Néanmoins Storberget changea d'avis plus tard, affirmant que la décriminalisation était un débat de chercheurs et qu'il était en faveur de traitements forcés à la place. En mars 2013 le ministre de la Santé Jonas Gahr Støre a proposé de décriminaliser l'usage d'héroïne d'ici à 2014 afin de réduire les overdoses. En 2011 il y eut 294 overdoses mortelles, contre 170 morts dus aux trafics de drogues.

#### Pays-Bas
La politique des Pays-Bas en matière de drogues repose sur deux principes[réf. nécessaire] :
- L'usage de drogue est un problème de santé publique et n'est pas un crime,
- Il existe une différence entre les drogues dures et les drogues douces.

Le cannabis est toujours une substance contrôlée aux Pays-Bas et la possession comme la production pour usage personnel restent des contraventions. Les coffee shops sont aussi illégaux d'après la loi.
Néanmoins la loi n'est pas appliquée ce qui conduit à une légalisation de facto. Si bien que les clients achètent légalement une substance fournie illégalement aux coffee shops. Longtemps critiquée car supposée aboutir à une augmentation significative de la consommation du produit dépénalisé (à la suite de la banalisation du produit), son application aux Pays-Bas depuis 1976 n'a pas montré de hausse de la consommation hors de celle générée par le tourisme narcotique.

#### Portugal
En 2001 le Portugal est devenu le premier pays européen à décriminaliser l'usage personnel de toutes les drogues. De plus les consommateurs de produits stupéfiants doivent subir des soins plutôt que des peines de prison. Des recherches menées à l'initiative du Cato Institute et dirigées par Glenn Greenwald ont montré que cinq ans après l'application de la loi l'usage de drogues a diminué chez les adolescents, le taux d'infection au VIH parmi les consommateurs de drogues a diminué, le nombre de morts liés aux drogues a été réduit de moitié et le nombre de personnes en traitement pour addiction a doublé. D'après Peter Reuteur, professeur de criminologie à l'université du Maryland : « la décriminalisation au Portugal a atteint son principal objectif. L'usage de drogues n'a pas augmenté ». Un article publié par le département d'économie de l'université de Californie à Berkeley a cependant constaté que cette décriminalisation a fait augmenter le nombre d'homicides liés à la drogue ainsi que le taux de mortalité des usagers en comparaison avec les autres pays de l'Union européenne
Les quantités limites considérées comme usage personnel sont les suivantes :
- 25 g d'herbe de cannabis,
- 5 g de haschisch,
- 215 g d'huile de cannabis
- 0,5 g de THC pur,
- 500 µg de LSD,
- 1 g de MDMA,
- 2 g de cocaïne (Hydrochloride),
- 0,3 g de cocaïne  (Benzoylecgonine),
- 1 g d'héroïne,
- 1 g de méthadone,
- 2 g de morphine,
- 10 g d'opium,
- 1 g d'amphétamine,
- 0,1 g de Phéncyclidine (PCP).

#### Tchéquie
Le 14 décembre 2009 la Tchéquie a adopté une nouvelle loi qui a pris effet le 1er janvier 2010 et dépénalise la possession de produits stupéfiants en petite quantité. Le fait de posséder les quantités suivantes, ou moins, de drogues est soumis à une simple amende,, : 
- Marijuana : 15 g ou 5 plants,
- Haschich : 5 g,
- Buprénorphine : pas de limite,
- Champignons hallucinogènes : 40 champignons,
- Peyotl : 5 plants,
- Coca : 5 plants,
- LSD : 5 cachets,
- Ecstasy : 4 cachets ou plus de 0,4 g en poudre,
- Amphétamine : 2 g,
- Méthadone : pas de limite,
- Méthamphétamine : 2 g,
- Héroïne : 1,5 g,
- Cocaïne : 5 plants,
- Cocaïne : 1 g.

La possession d'une quantité supérieure de marijuana est punie d'un an d'emprisonnement. Pour les autres drogues illicites la peine est de deux ans. La vente reste un acte criminel tandis que l'achat est décriminalisé. Le trafic comme la production (à l'exception du fait de posséder cinq plants de cannabis) est punie de plus lourdes peines.
Entre 2010 et 2011 les dépenses publiques en matière de drogue ont diminué de 10 % (soit plus de 2 millions d'euros d'économies), notamment par une réduction des contrôles liée à la nouvelle réglementation. La consommation de drogues au sein de l'ensemble de la population est restée stable tandis qu'elle a diminué chez les jeunes. Parmi les jeunes de 16 ans la consommation de méthamphétamine, d'héroïne, ecstasy et de champignons hallucinogènes a été réduite et pour la première fois en 2011 l'usage de cannabis a baissé.
En mars 2013 une loi est promulguée qui autorise le cannabis médical. Ce dernier ne sera disponible qu'en pharmacie et sur ordonnance. Les entreprises et entrepreneurs devront obtenir une licence pour produire le cannabis médical, tandis que la production personnelle de cannabis médical reste interdite.

#### Royaume-Uni
Les libéraux démocrates soutiennent depuis 2011 une dépénalisation des drogues.

#### Suisse
En Suisse la consommation de cannabis est interdite, mais largement tolérée. Trois initiatives populaires fédérales ont été déposées auprès de la Chancellerie fédérale avec pour objectif la libéralisation d'une ou plusieurs drogues. Elles ont toutes été rejetées :
- en 1994, l'initiative populaire « chanvre suisse » dont l'objectif était la dépénalisation du cannabis[56] ;
- en 1998, l'initiative populaire « pour une politique raisonnable en matière de drogue » défendant la légalisation des stupéfiants[57] ;
- en 2008, l'initiative populaire « pour une politique raisonnable en matière de chanvre protégeant efficacement la jeunesse » visant à dépénaliser la consommation, la possession, la culture et l'achat du cannabis[58].

Depuis 2013 toute personne de plus de 18 ans pris en possession de moins de 10 grammes de chanvre recevra une amende de 100 francs qui ne figurera pas dans son casier judiciaire.

### Amérique latine
À partir de la fin des années 2000 plusieurs voix se sont élevées en Amérique latine en faveur de la légalisation des drogues.

#### Argentine
En 2009 la Cour suprême d'Argentine a déclaré que la législation en vigueur (qui criminalisait l'usage personnel de drogue) était inconstitutionnelle.

#### Bolivie
En 2013 la Bolivie a obtenu de l'ONU que soient légalisées la consommation et la culture traditionnelle de la feuille de coca.

#### Colombie
La possession de drogue pour la consommation personnelle a été décriminalisée par la Colombie depuis que la Cour constitutionnelle a statué sur le sujet. Dans un arrêt rendu par la Cour en 1994 cette dernière a conclu que les peines violaient l'article 49 de la Constitution de la Colombie de 1991 qui garantit la liberté de décision en matière de santé personnelle tant que cela ne porte pas atteinte aux droits d'autrui.
À la suite de cet arrêt, la possession de quantités limités de drogue a été autorisée jusqu'en 2009, date à laquelle le président Álvaro Uribe a amendé la Constitution afin de rétablir la prohibition. Après 2009 la consommation est redevenue interdite mais les sanctions ont été limitées à des peines administratives comme des traitements.
En août 2011 la Cour suprême de Colombie a déclaré que la nouvelle loi violait les libertés individuelles et a confirmé le jugement de 1994.
En mai 2012 la culture de coca, de marijuana et d'opium a été décriminalisée.

#### Mexique
En 2009 le Mexique a décriminalisé la possession de petites quantités de stupéfiants. Désormais ne peuvent être poursuivis les individus en possession de moins de 5 grammes de cannabis, de 0,5 gramme de cocaïne, de 50 milligrammes d'héroïne et d'un cachet d'ecstasy.

#### Uruguay
Le 10 décembre 2013, le parlement uruguayen a adopté une loi qui légalise le cannabis et créé un Institut de régulation et de contrôle. L'Uruguay devient ainsi le premier pays au monde à entièrement libéraliser le cannabis, de la production à la consommation en passant par la vente. La nouvelle loi remplacera une loi de 1974 qui autorisait l'usage mais interdisait la production et la commercialisation.
La loi prévoit que les Uruguayens pourront cultiver jusqu'à six plants de cannabis par foyer et jusqu'à 99 plants dans des coopératives agréées. Les entreprises privées pourront aussi faire pousser du cannabis mais uniquement pour le vendre à l'État, chargé de le distribuer dans les pharmacies. Chaque citoyen uruguayen majeur pourra acheter jusqu'à 40 g par mois sous réserve d'inscription dans un registre.
Le président uruguayen José Mujica a indiqué que la légalisation du cannabis était « une expérience » et a reconnu qu'il pourrait « y avoir des risques » mais qu'en tout état de cause « la voie qu'on a prise jusqu'à présent n'a pas permis de régler le problème ». C'est pourquoi il a indiqué qu'il était prêt à faire « marche arrière » si l'État se retrouvait « dépassé » par la légalisation.
Le gouvernement propose d'aligner le prix du cannabis sur celui pratiqué dans la rue pour le cannabis paraguayen, le plus courant, soit autour de 1 $ (0,75 €) le gramme.
La loi a été signée par le président Mujica le 6 mai 2014 et autorise les consommateurs de cannabis – âgés d'au moins 18 ans, résidents en Uruguay et inscrit sur un registre d'utilisateurs – à acheter 10 grammes de marijuana. La loi autorise également chaque Uruguayen à cultiver jusqu'à six plants de cannabis ou l'équivalent de 480 grammes pour sa consommation personnelle, et la formation d'associations de fumeurs de 15 à 45 personnes, qui pourront cultiver 99 plants au maximum. Le prix public sera de 20 à 22 pesos le gramme (environ 0,62 euro).

### Amérique du Nord

#### États-Unis

État où le cannabis à usage thérapeutique est autorisé.
État où la possession de cannabis est autorisée.
État où l'usage thérapeutique et la possession sont autorisés.
État où le cannabis est légalisé.

Aux États-Unis les drogues autres que l'alcool et le tabac sont illégales au niveau fédéral. En revanche le cannabis à usage thérapeutique voire récréatif est autorisé dans 30 États ainsi que le district de Columbia à la fin 2016.
Le 6 novembre 2012 le Colorado et Washington ont légalisé par référendum la production, la vente, la distribution, l'usage et la possession du cannabis.
L'Oregon, l'Alaska et Washington (DC) ont fait de même en 2014. D'après le Marijuana Policy Project (en) d'ici 2018 neuf autres États pourraient légaliser le cannabis : l'Alaska, l'Arizona, le Maine, le Nevada, Hawaï, le Maryland, le New Hampshire, Rhode Island, le Vermont et le Massachusetts.

#### Canada
Après l'élection du premier ministre Justin Trudeau qui s'était engagé à légaliser la consommation, la possession ainsi que la vente de cannabis, le projet de loi C-45 est proposé en 2017 et adopté le 18 octobre 2018 sous stricte règlementation.
La majorité des Canadiens soutiennent cette décision, mais certains partagent des craintes au niveau des effets et de la dépendance à la consommation de cannabis tel que l'anxiété, la dépression, la psychose, les maladies cardiaques et le cancer. L'âge légal de consommation du cannabis a été modifié pour des raisons de protection de la jeunesse, passant de 18 à 21 ans. Cette régulation est entrée en vigueur le premier janvier 2020.
Le projet de loi initial visait principalement à limiter l'accès des jeunes aux substances illicites, réduire les activités criminelles liées à la vente de cannabis, protéger la santé publique en assurant la qualité des substances consommées et sensibiliser le public aux effets de la drogue.
Le gouvernement du Canada encourage fortement les établissements scolaires ainsi que dans le système de santé publique à mettre en place des programmes de sensibilisation et de soutien accessibles à tous ceux dans le besoin.
Un nouveau programme est entré en vigueur le 31 janvier 2023, visant à décriminaliser la possession de petites quantités d'opioïdes, de cocaïne, de métamphétamine et de MDMA sous des restrictions précises dans le but d'offrir à ceux qui en consomment d'obtenir de l'aide sans en subir les conséquences légales. C'est une période d'essai de trois ans qui prendra fin le 31 janvier 2026.
Depuis le 17 octobre 2018, l'achat et la consommation de cannabis règlementé à des fins récréatives est légal sur l'ensemble du territoire du Canada. Il devient le deuxième pays au monde et le premier en Amérique du Nord à le légaliser. Sous la réserve des restrictions des provinces et territoires, les adultes peuvent posséder, partager, acheter et cultiver une quantité limitée de cannabis ainsi que fabriquer à la maison des produits à base de cannabis. Le 17 octobre 2019, la vente de produits comestibles et de concentrés de cannabis est également autorisée. La Loi sur le cannabis aurait pour but de maintenir le cannabis hors de la portée des jeunes, de protéger la santé et la sécurité publique ainsi que d'empêcher les criminels de tirer profit de la vente illégale.
Le 31 mai 2022, en réponse à la demande de la Colombie-Britannique, Santé Canada a accepté un projet pilote de trois ans durant lequel les adultes de la province ne feront plus l'objet d'accusations criminelles pour la possession de petites quantités de certaines drogues illégales à des fins de consommation personnelle. Du 31 janvier 2023 au 31 janvier 2026, la Colombie-Britannique disposera d'une exemption en vertu du paragraphe 56(1) de la Loi réglementant certaines drogues et autres substances durant laquelle les personnes majeures pourront posséder et consommer un seuil cumulatif de 2,5 grammes de certaines drogues illégales. Cette exemption comprend les drogues suivantes :
- Opioïdes (dont l'héroïne, la morphine et la cocaïne)
- Crack et poudre de cocaïne
- Métamphétamine
- MDMA

Santé Canada explique que l'exemption a été accordé à la suite d'une demande de la Colombie-Britannique qui avait précédemment déclaré que la crise des surdoses était une urgence de santé publique.
En 2021, le Nouveau Parti démocratique dirigé par Jagmeet Singh dépose le projet de loi C-216 ayant pour objectif de modifier la Loi réglementant certaines drogues et autres substances. Il sera finalement rejeté le 1er juin 2022 lors de la deuxième lecture à la Chambre des communes du Canada.

### Océanie

#### Australie[74]
En Australie, la production, le commerce et l’usage de stupéfiants, notamment du cannabis, restent illégaux même si le degré de la sanction pouvant être prononcé reste variable d’un État à un autre. Les sanctions peuvent aller d’une amende si la personne est en possession d’une petite quantité, à une peine de prison.
Seul l'État de Canberra a, depuis le 31 décembre 2020, légalisé l’usage de cannabis pour les plus de 18 ans dans la limite de 50 grammes et qui offre à chaque adulte la possibilité d’en cultiver dans la limite de deux plantes par personne. 
L’Australie du Sud a quant à elle décriminalisé les infractions liées au cannabis depuis 1987. Ainsi, ces personnes ne peuvent être soumises qu’à des peines d’amende pouvant aller jusqu’à 500 dollars avec un délai de prescription de 60 jours.
Depuis 1996, l’Etat du Nord a adopté une politique de décriminalisation des infractions liées au cannabis.
Cette politique de décriminalisation ne s’étend pas sur tout le territoire australien. Dans les autres Etats, les peines pouvant être prononcées en cas d’infractions liées au cannabis peuvent aboutir à de l’emprisonnement.
Quant à la production et l’usage de cannabis à des fins médicinales, depuis la loi du 30 octobre 2016, le législateur australien a admis ce type d’usage mais la réglementation est tout de même stricte.

### Asie

#### Chine
Depuis la loi du 1er juillet 1979, la possession et la consommation de cannabis sont sévèrement réprimées en Chine.
À cet effet, il ressort de l’article 348 que la possession de moins de 5 kilogrammes de cannabis peut donner lieu à des sanctions pouvant aller jusqu’à 7 ans de prison. Pour les quantités allant au-delà de 5 kilogrammes, la peine de mort peut être prononcée. D’ailleurs, les infractions relatives au cannabis sont celles qui sont le plus sanctionnées par la peine de mort.
Pour la culture illégale de cannabis, les sanctions dépendent du nombre de plantes. Pour la culture de cannabis allant de cinq mille (5000) à trente mille (30000) plantes, les sanctions peuvent aller d’une simple amende à 5 ans d’emprisonnement. Au-delà de ce nombre de plantes, les sanctions pouvant être prononcées sont une peine d'emprisonnement d’au moins 5 ans assortie d’amende voire une confiscation des biens.
Même sous la forme de CBD, extrait du chanvre et malgré l’absence d’effet psychoactif, la consommation de cannabis est strictement interdite même à des fins médicales. Quant à son importation, elle doit faire l’objet d’une autorisation du gouvernement chinois.
Malgré cet encadrement strict, la Chine se positionne comme l’un des plus grands producteurs de chanvre au monde.

## Indice de libéralisation des drogues
Le site FreeExistence.org publie un indice de libéralisation des drogues. En 2011, les dix pays les plus libéraux en matière de drogue étaient : le Mexique, les Pays-Bas, la Belgique, la Croatie, la Tchéquie, le Portugal, l'Espagne, l'Australie, l'Allemagne et le Pérou.

## Avis

### Soutiens à la libéralisation
La Fédération française d'addictologie (FFA) s'est prononcée, dans son livre blanc de 2011, pour une déjudiciarisation, c'est-à-dire une dépénalisation de l'usage privé de tous les produits stupéfiants. La FFA n'a en revanche pas pris position sur la dépénalisation de l'usage et sur la légalisation. À l'inverse, la Fédération addiction s'est prononcée en faveur d'une légalisation du cannabis.
La libéralisation est en particulier défendue par les libertaires comme Timothy Leary, par exemple. Cette politique est aussi prônée par les libéraux, comme Alain Madelin, et les libertariens. Plusieurs think tanks libéraux et libertariens militent en faveur de la libéralisation des drogues, notamment l'Institut Fraser au Canada, la Fondation Friedrich-Naumann en Allemagne, le Cato Institute aux États-Unis et l'Institut Turgot en France.
De nombreux partis politiques ont aussi été créés spécialement pour militer en faveur de la libéralisation du cannabis.

### Opposants à la libéralisation
Lors des Journées mondiales de la jeunesse, le pape François a déclaré : « La plaie du narcotrafic, qui favorise la violence et sème douleur et mort, requiert un acte de courage de toute la société. Ce n'est pas avec la libéralisation de l'usage des drogues, comme on en discute en divers lieux d'Amérique Latine, que l'on pourra réduire la diffusion et l'influence de la dépendance chimique. Il est nécessaire d'affronter les problèmes qui sont à la base de leur utilisation, en promouvant une plus grande justice, en éduquant les jeunes aux valeurs qui construisent la vie commune, en accompagnant celui qui est en difficulté, et en donnant espérance dans l'avenir. ».
L'Académie de médecine s'est prononcée contre la dépénalisation du cannabis étant donné la nocivité du produit.

#### Ouvrages
- Lise Beauchesne, Les drogues. Les coûts cachés de la prohibition, Lanctôt, 2003
- Michel Kokoreff, La Drogue est-elle un problème ? : Usages, trafics et politiques publiques, Paris, Payot, 12 mai 2010, 302 p. (ISBN 978-2-228-90476-6 et 2-228-90476-7)
- Michel Henry (préf. Frédéric Beigbeder), Drogues : pourquoi la légalisation est inévitable, Paris, Denoël, 20 janvier 2011, 240 p. (ISBN 978-2-207-10120-9 et 2-207-10120-7)
- Stéphane Gatignon et Serge Supersac, Pour en finir avec les dealers, Paris, Grasset, 6 avril 2011, 220 p. (ISBN 978-2-246-78359-6 et 2-246-78359-3)
- Michel Reynaud (dir.) et Alain Morel (dir.), Livre blanc de l'addictologie française : 100 propositions pour réduire les dommages des addictions en France, Fédération français d'addictologie, 26 mai 2011 (lire en ligne)
- Alain Morel, Jean-Pierre Couteron, Drogues : faut-il interdire ?, Dunod, 2011
- Francis Caballero, Legalize it!, Paris, L'Esprit frappeur, 22 mars 2012, 271 p. (ISBN 978-2-84405-307-7 et 2-84405-307-6)
- (en) Doug Bandow, Towards a Worldwide Index of Human Freedom, Institut Fraser, 2012 (lire en ligne), « From Fighting the Drug War to Protecting the Right to Use Drugs: Recognizing a Forgotten Liberty »
- Anne Coppel, Olivier Doubre, Drogues : sortir de l'impasse, La Découverte, 2012
- Emmanuelle Auriol, Pour en finir avec les mafias. Sexe, drogue et clandestins : et si on légalisait ?, Armand Colin, 2016

#### Articles
- Michel Henry, « Dépénalisation, le débat empoisonné », Libération,‎ 6 juin 2012 (lire en ligne, consulté le 25 juillet 2013)
- Thierry Val, « Cannabis : La libéralisation résoudrait tous les problèmes », Bilan, no 196,‎ 2006 (lire en ligne)